# Tour de Drenthe femení
El Tour de Drenthe femení era una competició ciclista neerlandesa femenina d'un sol dia que es disputa per les carreteres de la província de Drenthe. És la versió femenina de la cursa masculina homònima. Fou creada el 2007 i era la competició més important dins el tríptic de curses format per la Drentse Acht van Westerveld i la Novilon Euregio Cup, sent el Tour de Drenthe femení la més prestigiosa al ser puntuable des de la seva existència primer per a la Copa del Món femenina i des del 2016 per l'UCI Women's WorldTour. El 2024, la prova es va deixar de celebrar per motius econòmics i logístics.
Lorena Wiebes és la màxima guanyadora de la prova amb 4 victòries.

## Palmarès
| Any  | Vencedora         | Segona               | Tercera             |         |
| ---- | ----------------- | -------------------- | ------------------- | ------- |
| 2007 | Adrie Visser      | Élodie Touffet       | Marianne Vos        |         |
| 2008 | Chantal Beltman   | Marianne Vos         | Ina-Yoko Teutenberg |         |
| 2009 | Emma Johansson    | Loes Gunnewijk       | Chantal Blaak       |         |
| 2010 | Loes Gunnewijk    | Annemiek van Vleuten | Giorgia Bronzini    |         |
| 2011 | Marianne Vos      | Kirsten Wild         | Giorgia Bronzini    |         |
| 2012 | Marianne Vos      | Kirsten Wild         | Emma Johansson      |         |
| 2013 | Marianne Vos      | Ellen van Dijk       | Emma Johansson      |         |
| 2014 | Lizzie Armitstead | Anna van der Breggen | Shelley Olds        |         |
| 2015 | Jolien D'Hoore    | Amy Pieters          | Ellen van Dijk      |         |
| 2016 | Chantal Blaak     | Gracie Elvin         | Trixi Worrack       |         |
| 2017 | Amalie Dideriksen | Elena Cecchini       | Lucinda Brand       |         |
| 2018 | Amy Pieters       | Alexis Ryan          | Chloe Hosking       |         |
| 2019 | Marta Bastianelli | Chantal Blaak        | Ellen van Dijk      |         |
| 2020 | suspesa           | suspesa              | suspesa             | suspesa |
| 2021 | Lorena Wiebes     | Elena Cecchini       | Eleonora Gasparrini |         |
| 2022 | Lorena Wiebes     | Elisa Balsamo        | Lotte Kopecky       |         |
| 2023 | Lorena Wiebes     | Susanne Andersen     | Maike van der Duin  |         |
| 2024 | Lorena Wiebes     | Elisa Balsamo        | Puck Pieterse       |         |